# كاف الجاع
كاف الجاع
كاف الجاع قرية سورية تقع على السفوح الغربية لجبال اللاذقية، على السفح الأوسط الجنوبي الشرقي لجبل زغرين وبينما ترتفع قمة الجبل 1120 متراَ فإن القرية تعلو سطح البحر بــ 890 مترا. يشكل جبل زغرين هذا ما يشبه جداراً طبيعيا عظيماَ يحد القرية من الشمال بينما يفصلها الوادي العريض عن الجبل المقابل لها جنوباً مكونا مناطق طبيعية رائعة الجمال تحيط بالقرية.
تتبع قرية كاف الجاع إدارياً ناحية القدموس في منطقة بانياس التابعة لمحافظة طرطوس في الجمهورية العربية السورية، وهي تقوم على بعد 6 كم إلى الشرق من مركز منطقتها في القدموس، وتتصل بها عبر طريق متفرعة عن طريق القدموس– مصياف الرئيسي السياحي.
تتبع القرية ثلاث مزارع هي:
- مزرعة بشراغي
- مزرعة عين حسان
- مزرعة بيت النبع

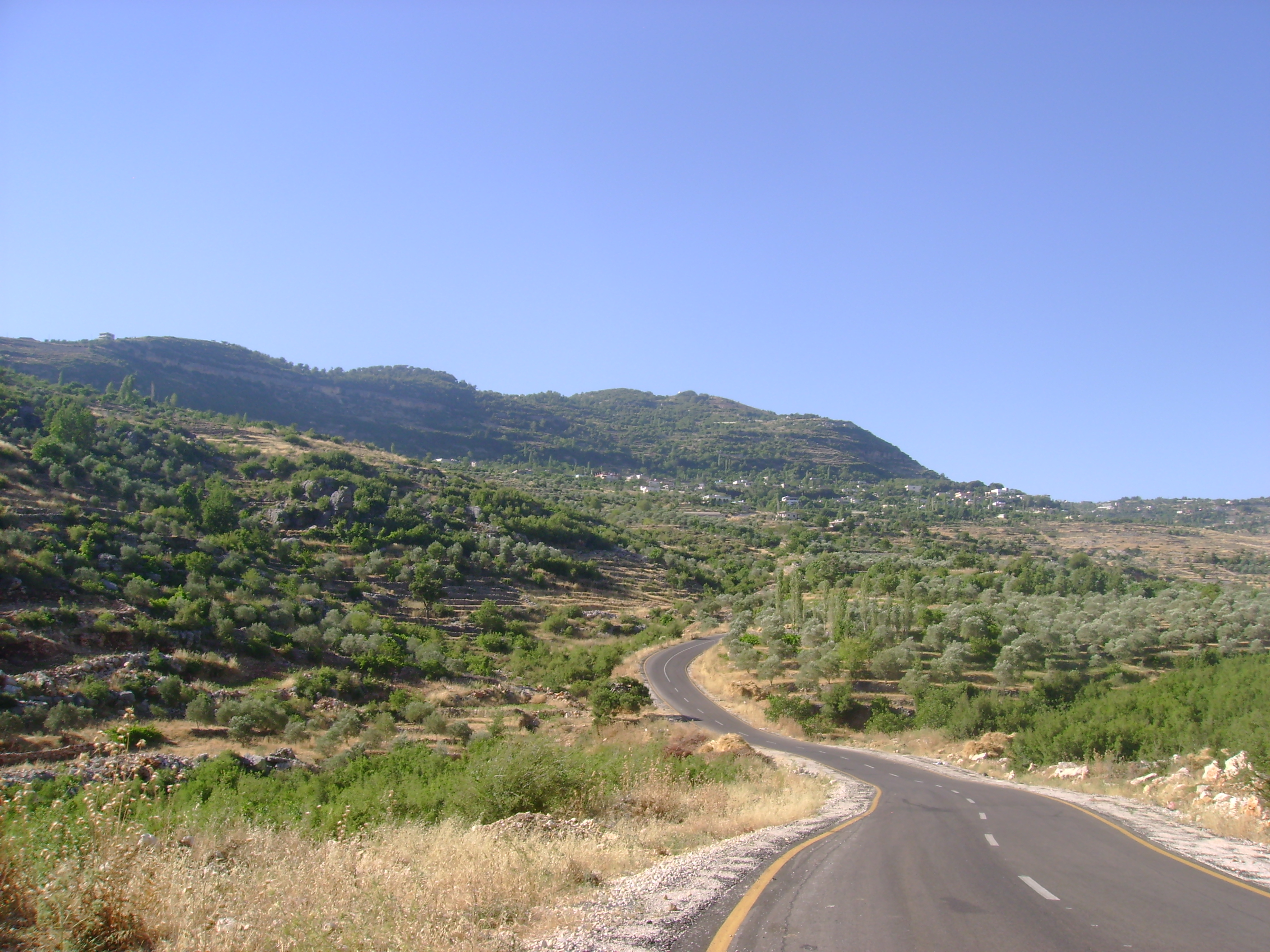
منظر عام لجزء من قرية كاف الجاع

وتعد قرية كاف الجاع أكبر قرية في منطقة القدموس ويزيد عدد سكانها ثلاثة آلاف نسمة، لقد تطور العمران في قرية كاف الجاع أسوة بسائر مجالات الحياة الاقتصادية والثقافية وغيرها، فبعد ما كانت المنازل القديمة تقليدية متلاصقة مبنية بالحجارة والطين ومسقوفة بجذوع الشجر المحلي ومتجمعة حول ينابيع المياه فيها، تجددت وتطورت إلى منازل إسمنتية حديثة كما امتدت على جانبي الطريق الحديثة التي تربطها ببلدة القدموس غرباً.

## الاسم والمعنى
إن قرية كاف الجاع تعاقبت عليها الحضارات مع ثبات لفظة الاسم وتغير المعنى فكاف الجاع بالبابلية القديمة هي أحد أسماء الاله بعل وهو (كافي الجائع)وفي اليونانية تعني القرية في حضن الجبل وفي الرومانية تعني طريق الصخر.
لعل اسم كاف الجاع كما يقال اسم سرياني { سوري قديم } يعني ركن الصخر أو القرية المتكئة على ريف صخري، وقيل بأن اسمها القديم كان كف الشجاع أو كفر الجاع، ونقول بل لعله اسم مركب من كلمتين تحرفتا عن كهف الجوعى حيث أهملت الهاء منها في اللهجة الدارجة وهي بمعنى البقعة التي يأوي إليها الجوعى فيجدون في أرضها الأمان واللقمة المرئية والنهلة الهنيئة...
لقد استمدت القرية تسميتها أساساً من كلمة كهف، وهو اسم على مسمى حيث تحيط بالقرية وتتناثر في وديانها وأراضيها الكهوف والمغاور الطبيعية الكارستية التي اتخذها الإنسان القديم مأوى له يتقي بها شرور الطبيعة ومن أهم تلك المغاور مغارة الدرة ذات السراديب والدهاليز والصواعد والنوازل وقد استخدمها المجاهدون منطلقاً لعملياتهم الفدائية ومأوى لهم أثناء الانتداب الفرنسي .

## الطبيعة والمناخ
كاف الجاع تتقاسمها الغابات السورية الصنوبرية والسنديانية السوداء لشدة اخضرارها وبساتين اللوزيات والكرز والتفاح وإن ما زاد في جمال القرية جد وكد أبنائها الفلاحين الذين فتتوا صخورها واستنبتوا من تربتها غلالاً وجمالاً تلك الأراضي التي حررها الشيخ صالح العلي من الإقطاع باكراً في عشرينات القرن الماضي وسلمها للفلاحين فبدأت عهداً جديداً ثم حددت وحررت علم 1943, ولعل ذلك هو سر التطور الزراعي والسبق الذي حققته قياساً بسواها حيث تبدو القرية كقرية من قرى شمال اللاذقية وليست في جرد كجرد القدموس ولا سيما من جهة الخضرة والهواء الغربي العليل والضباب في وسط الصيف.

## الزراعة والثروة الحيوانية

زراعة التبغ في قرية كاف الجاع

تتسم أراضي القرية بصعوبتها ولكن الفلاحين قاموا بتحويلها إلى مدرجات جبلية فوق السفوح حفاظاً على تربتها ومنعها من الانجراف وأستنبتوا منها ما لذ وطاب. حيث تجد فيها بساتين اللوزيات والكرز والتفاح بالإضافة إلى انتشار أشجار الجوز والتين والعنب والتوت، وكانت القرية تعتمد في السابق بشكل كبير على تربية دود القز الذي يتغزى على أوراق شجرة التوت وكان هذا المحصول حتى وقت قريب يعد محصولاَ أساسيا في القرية، أما في السنوات القليلة الماضية فبدأ الفلاحون بزراعة الزيتون بشكل كبير وهناك حالياُ الكثير من الأهالي الذين ينتجون زيت زيتون للبيع والذي يمتاز بمواصفات عالية الجودة إلى جانب المذاق الرائع.
كما يزرع الفلاحون التبغ والذي يعد من أحد أهم المحاصيل التي تؤمن دخلا معقولاً لأهالي القرية. بالإضافة إلى ذلك تنتشر زراعة الحبوب الشتوية لا سيما القمح وتزرع الخضر ريا في البساتين القريبة والمحيطة بالينابيع. تبلغ المساحة الزراعية للقرية حوالي 300 هكتار والتي كانت تحرث قديما بواسطة الحيوانات (مثل الحمير والأبقار) وأما حالياً فتتم حراثة هذه الأراضي بواسطة ما يعرف في القرية بالعزاقة حيث بالكاد يخلوا بيت منها وقام أهل القرية بتطويرها ليستخدموها في تنقلاتهم.
تمتلك القرية ثروة حيوانية لا بأس بها حيث تنتشر تربية الماعز، الأغنام، والأبقار. تشكل هذه الحيوانات مصدر أساسي للغذاءحيث تنتج الألبان والأجبان بالإضافة إلى المنتج الأساسي الذي تشتهر به القرية وهو الشنكليش.

## الصناعة
تشكل الصناعة رافد مهم للاقتصاد في كاف الجاع وخاصة الصناعات العريقة والشهيرة منذ زمن بعيد مثل الحدادة والنجارة والمهن التقليدية.

## الخدمات
شهدت نهضة شاملة طالت كافة الميادين الاقتصادية والعمرانية والثقافية وغيرها... كما غطتها شبكة من المرافق العامة والخدمات البلدية والحضارية الكهربائية والهاتف الآلي والطرق والمياه وسواها. بالإضافة إلى سائر المنظمات الشعبية القاعدية وسوق واسعة تضم العديد من المحلات التجارية والحرفية وتؤمن حاجة الثلاثة آلاف مواطن من مواطنيها...
وقد بلغت الخدمات أوجها بإحداث بلدية كاف الجاع أواخر عام 1999 وترأس مجلسة كأول رئيس المهندس علي حسن وتشمل خدمات هذا المجلس قرية كاف الجاع والمزارع الثلاث التابعة لها

### التعليم

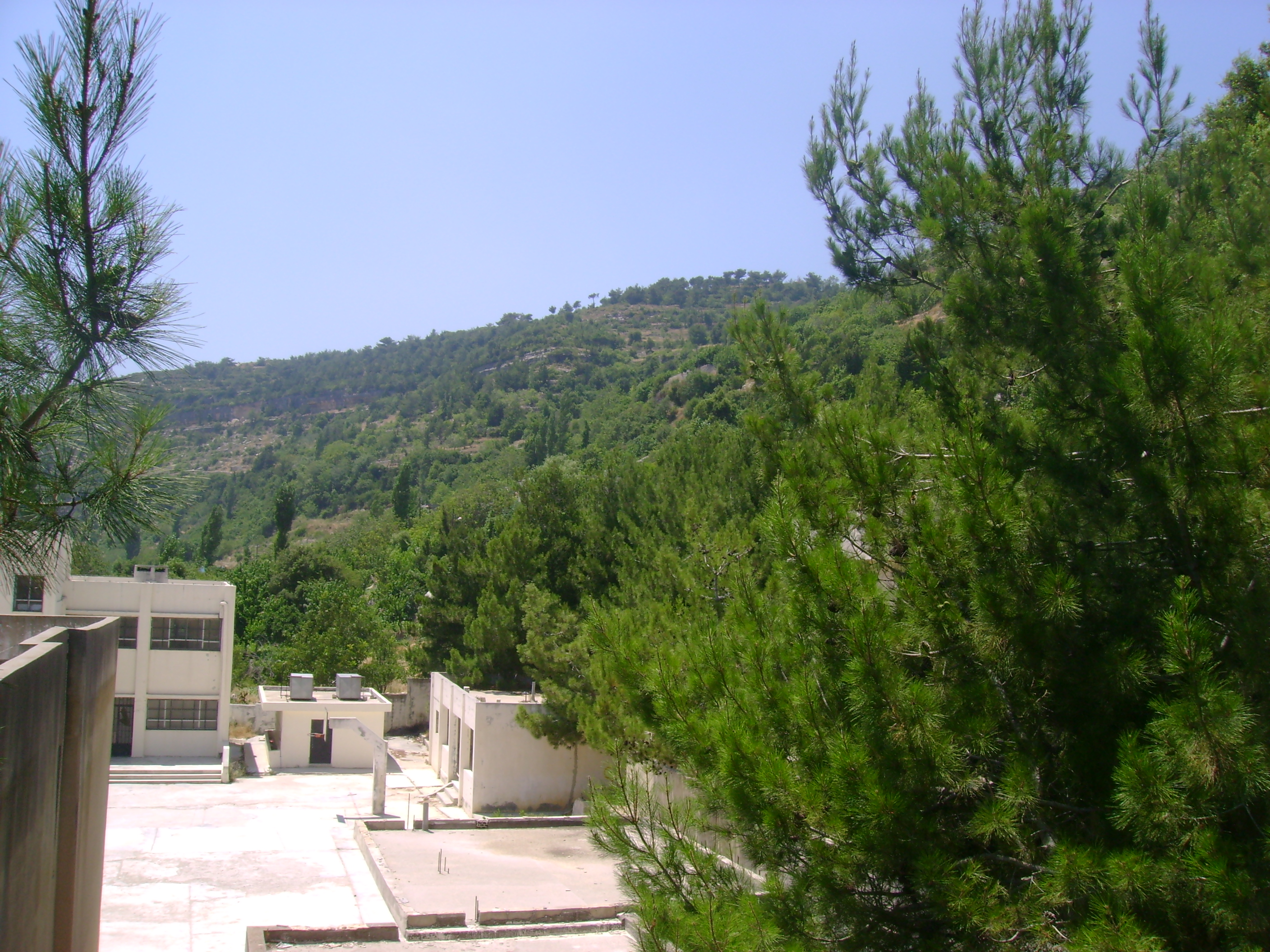
ثانوية الشهيد ياسين حسن في قرية كاف الجاع

مدارس المراحل التعليمية الثلاث ومنها ثانوية الشهيد ياسين حسن وابتدائية الشهيد علي خليل

### الصحة
يوجد فيها مركز صحي

### الإرشاد الزراعي
يوجد عدة وحدات إرشادية في المنطقة

### خدمات الماء والكهرباء
الكهرباء متوفرة

### خدمات الاتصالات
القرية مخدمة من مقسم القرية

## الدين
الإسلام

## اللغة
اللغة العربية هي اللغة الرسمية،

## السياحة والآثار
إن من أهم معالمها جبل القضبون : قيضب _ ون: يرتفع حوالي 1194 مترا عن سطح البحر وعرف باسم /القضبون والعتبون والقيقبون/ ويعد معبدا مهما لعبادة الإله بعل إله الرعد والبرق يكتسب هذا الموقع أهمية أثرية كبيرة إضافة إلى العثور على نصب بازلتي مستورد للإله بعل وهو من أبدع التماثيل التي تمثل البعل في سوريا القديمة. تم نقله إلى متحف طرطوس عام 1989 وهو مسلة نذرية من الحجر البازلتي الأسود أبعاده 2205 بـ 83 بـ 182 سنتمترا نقش عليها تمثال نافر للإله بعل بصفة محارب ذى لحية وعلى رأسه خوذة يزينها قرنا ثور حاملا بيده اليسرى رمحا وباليمنى بلطة وتبدو عليه الملامح المصرية ويظهر على المسلة صورة جانبية لأسد يمشى تحت قدمي الإله بعل يوحى بالسيطرة عليه. كما عثر هنالك على بقايا معمارية وخرائب سكنية لعلها معبد الإله بعل ذاتة إلى جانب أختام مصنوعة من الأحجار الكريمة ولوحات حجرية نقشت عليها كتابات يونانية ورسوم وزخارف مختلفة مما يدل على قدم القرية وتاريخيتها الموغلة في القدم.
ويوجد في موقع جبل القضبون معبدان:
المعبد الأول يقع في بداية التل مؤلف من قاعة مستطيلة أبعادها 9 أمتار ضرب 520 سنتمترا بنى بحجارة كلسية كبيرة الحجم ويتخلل المعبد مذبح وفيه ثلاث طبقات سكنية تعود لعصور مختلفة /إسلامي وروماني ويوناني/. والمعبد الثاني يقع في أعلى قمة التل حيث تم العثور على النصب المذكور ويبعد عن المعبد الأول حوالي 150 مترا مؤلف من مدخل عريض ذى أرضية حجرية مبلطة والمدخل يؤدي إلى غرفة ومنه إلى مجموعة غرف.

### المعبدين
- المعبد الكبير: ويقع في أعلى الجبل وهو بناء من الحجر الكلسي لم يبق سوى الأساسات الأرضية في بعض الغرف مبلطة ببلاط حجري كلسي وجدت على مدخله الرئيسي مسلة الإله بعل وهو تمثال من الحجر البازلتي الأسود يعود للقرن السابع قبل الميلاد أبعاده: الارتفاع 182 سنتيمترًا عرض 68 سنتيمترًا سماكة /28/ سنتيمترًا.
- المعبد الصغير: ويقع إلى الجنوب الغربي من المعبد الكبير ويبعد حوالي 200 متر تم كشف أرضيته وهي مبلطة ببلاط حجري كلسي كما تم الكشف عن مجموعة أساسات لأبنية سكنية وهي تابعة للمعبد من الجهة الغربية للمعبد الصغير.

### الغرف المكتشفة
- غرفة 1 : تقع في الزاوية الشمالية الغربية أبعادها 895*690 سم بني من جدارها مدماكين أرضها مبلطة بالحجر يتخلل الجدار الشرقي فتحة باب تُقدر بأنها كانت قاعة رسمية.
- غرفة 2 : أرضيتها حجرية مبلطة أبعادها 460*443 سم يلازم الجدار الشمالي مدماك أرضي.
- غرفة 3 : أرضيتها حجرية مبلطة أبعادها 415*460 سم.
- غرفة 4 : أرضيتها مرصوفة بالحجر أبعادها 540*830 سم يتخللها باب في الزاوية الجنوبية الغربية وهناك فتحة باب في الجدار الشرقي.
- غرفة 5 : أرضيتها حجرية مبلطة أبعادها 640*750 سم يوجد فتحة في الزاوية الشمالية الشرقية وأخرى في الجدار الجنوبي.
- غرفة 6 : أرضيتها حجرية مرصوفة أبعادها 480*800 سم.

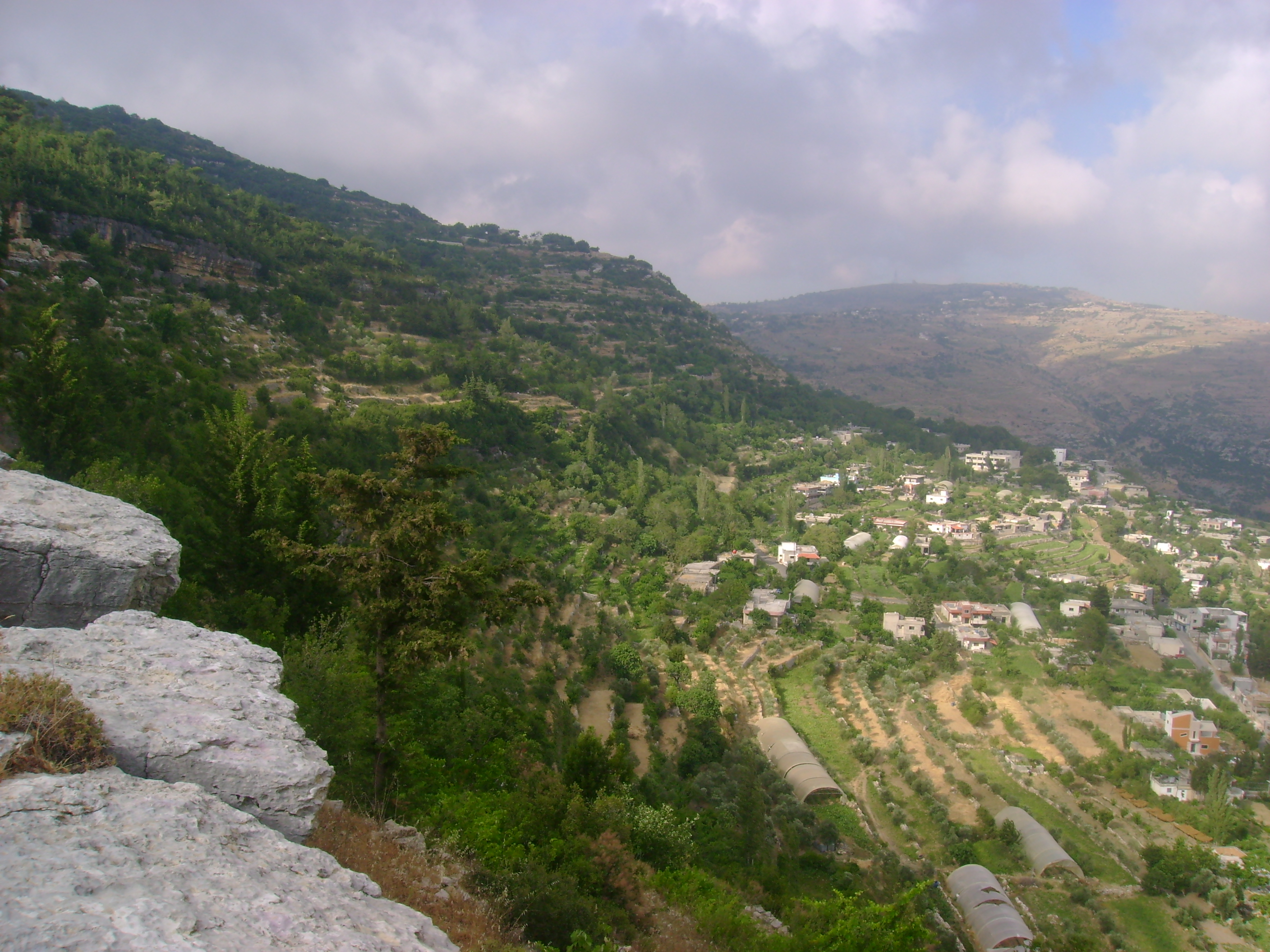
منظر عام لحارة عين البصل مأخوذه من البلاطات

لعلنا عندما نقف على الشاهق المرتفع في قمة قضبون. نرى الله في الإطلالة البهية على الأودية والجبال والسماء ونتذكر ابتهالات الكنعاني، إنها ابتهالات الموحدين، ابتهال موجه لايل اله السماء والأرض. (ايل... الله العظيم عل جزاء ايل يكون غفرانا على عبثي، وطيشي يكون منسيا، يا ايل تقبل صلاتي، يا سيدي الشفوق استمع إلي، إذا فاجئني الموت في أي وقت فكن راضيا عني، ساعدني يا ايل على العبور فوق جسور الفناء والقلق علني اكسب الرحمة بالقرب منك، ابعث لي حلما يبشر بالخير، عل الحلم الذي أراه يكون جيدا، عله يكون حقيقة وينقلب إلى عطف ورعاية)
كذلك لا يزال البيت الذي بناه الشيخ صالح العلي في مزرعة بيت النبع بيديه بالقرب من ضريح الشيخ محمد بضهر زغرين قائماً سليماً يروي للأجيال قصص البطولات والأمجاد الوطنية وسيرة النضال ضد الأجانب والغرباء.
ومن المواقع المشهورة في القرية هي البلاطات التي تتميز بإطلالة رائعة على القرية، وهي عبارة عن صخور طبيعية مستوية يمكن الجلوس عليها والتمتع بالمنظر الرائع من هذه الموقع